# Натуралізм (література)
Натуралізм — літературний напрям, що склався у Західній Європі, США  та в західній частині України  в останній третині 19 століття (1870-1890рр.).
Для нього була характерною настанова на фотографічно точне й неупереджене зображення дійсності, під якою насамперед розумілося матеріально-побутове довкілля, а також людського характеру, що бачився крізь  призму фатальної зумовленості фізіологічною природою та середовищем.
Натуралісти намагалися зробити свої твори «клінічно точними документами» дійсності, її точною фотографією. Вони закликали не уникати малювання неприємних деталей навколишнього світу, залюбки показувати життя соціального дна, відтворювати хворобливу психіку людини, її сексуальні звички. 
Найяскравіші представники - брати Гонкур, Золя. Навколо Золя групувалися такі письменники, як Гі де Мопассан, Альфонс Доде, Гюїсманс і Поль Алексіс.

Після виходу збірки «Меданські вечори» (1880) з відвертими розповідями про біди франко-прусської війни (включаючи мопассанівську повість «Пампушка») за ними закріпилася назва «Меданська група».
На програмі цього напрямку позначився вплив природничих наук (насамперед — фізіології) та позитивістська філософія. Натуралісти намагалися перенести у художню творчість принципи дослідження, притаманні науці, наполягали на тому, що митець у своїй діяльності має бути подібним до вченого.
Найпоширенішим натуралізм був у Франції.

## Найвидатніші представники